# باينيت

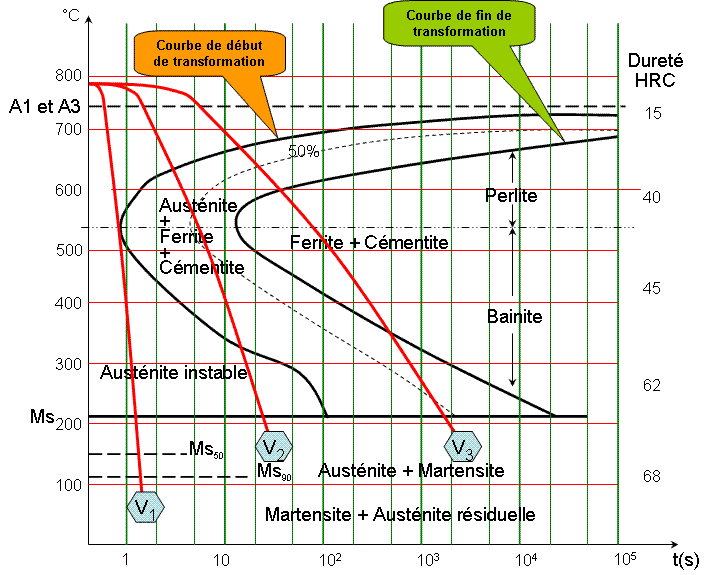
مخطط التحول الحراري الزمني : تحولات بنية الفولاذ، ومنطقة تكوّن الباينيت.

باينيت (بالإنجليزية: Bainite ) هو اسم أحد أنواع الحديد الصلب، سمى باسم مكتشفه العالم الأمريكي Edgar Bain . ينشأ البينيت عند تسخين الحديد المحتوي على الكربون عند درجة حرارة ثابتة عالية (نحو750 درجة مئوية) أو عند تبريده عبر فترة طويلة. يتكوّن الباينيت عند درجة حرارة وسرعة تبريد بين البرليت والمارتنسيت. وخلافا عن المارتنسيت تحدث في البنية البلورية الباينيت عمليات تطابق في الشبكات البلورية بالإضافة إلى العمليات الانتشارية للذرات ؛ بذلك تنشأ تحولات مختلفة في بنية العينة.
بسبب اعتماد بنية الباينيت على سرعة تبريده ونسبة الكربون فيه ومواد إضافية في سبيكته، وما يتبع ذلك من درجات حرارة تحول فليس لبنية الباينيت بنية مميزة له. ويتكون الباينيت مثل البرليت من طوري فيريت وسمنتيت (Fe3C), ولكنه يختلف عن البرليت في شكل الحبيبات وحجمها وتوزيعها. ويصنف الباينيت في صنفين: الباينيت العلوي (أو الباينيت الحبيبي) والباينيت السفلي .

## تكوّن الباينيت العلوي والسفلي

رسم بياني يوضح مناطق التحول لإنتاج حديدزهر "باينيت" ذو جرافيت كري ، ويوضح أيضا مناطق تكون الباينيت:
(1) طش إلى درجة حرارة المارتنسيت
(2) معاملة وسطية لتحسين الخصائص
(3) تبريد إلى الباينيت
(4) منطقة البرليت
(5) منطقة الباينيت

يتكون الباينيت عموما عند تسخين بينية الأوستنيت عند درجة حرارة ثابتة ثم طشه (تبريده السريع ) إلى درجة حرارة المارتنسيت Ms. ويجب اختيار سرعة التبريد بحيث لا يحدث تحول إلى البرليت . وعند تثبيت درجة الحرارة أعلى من Ms يتحول الأوستنيت بالكامل إلى باينيت.
يتحول الأوستنيت ببطء - مبتدءأ بحدود الحبيبات وأخطاء التبلور - إلى بلورات فيريت مشبعة بالكربون في نظام بلوري مكعب مركزي الجسم . ويتسرب الكربون في الباينيت السفلي بسبب سرعة انتشاره في النظام البلوي المكعب مركزي الجسم، يتسرب في هيئة بلورات سمنتيت كروية أو بيضوية خارج حبيبات الفيريت .
في الباينيت العلوي يمكن للكربون ان ينتشر في منطقة الأوستنيت مكونا كربيد كربيد.
يتكون الباينيت العلوي في درجات الحرارة العالية لتكون الباينيت، وتكون بنيته إبرية تشبه بنية المارتنسيت . وتسمح ظروف درجة الحرارة العالية بانتشار الكربون إلى حدود الحبيبات الإبرية للفيريت. وتنشأ فيها بلورات سمنتيت موزعة عشوائيا . وبسبب عشوائية التوزيع تظهر بنية الباينيت العلوي في هيئة حبيبية. عند الفحص تحت المجهر قد يخلط المرء بين الباينيت و البرليت .
ينتج الباينيت السفلي عند تسخين الأوستنيت عند درجة حرارة ثابتة والتبريد التدريجي إلى درجة حرارة تحت درجة حرارة تكوّن الباينيت.
وبسبب تكون الفيريت يزداد محتوي الكربون في الأوستنيت، وأثناء التبريد المستمر تتحول مناطق الأستنيت إلى فيريت ، وسمنتيت و باينيت إبري، ومارتنسيت . أثناء تلك العملية لتكوين البايتنيت يقل الشد في البنية وتزداد المتانة ؛ ولهذا تستخدم هذه الطريقة لمنع تكون شقوق في الفولاذ الناتج .

## المتانة

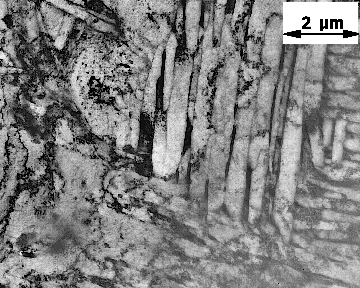
Bainite

يقدم إنتاج الباينيت تحت درجة حرارة ثابتة عدة فضائل . يتميز الباينيت السفلي بمتانة عالية و مرونة مثلما نجدها في الفلولاذ ذو نسبة كربون بين 1و0 - 1 % . كما تضاف إلى سبيكته أحيانا كروم بين 0 - 1% و سليكون بين 1و0 -6و0% . عند تحوله بين 400 - 600 درجة مئوية يبدي نسبة استطالة بين 6و0 - 8و0 . كما يتميز الفولاذ المتحول على باينيت بمتانة شد أعلى من 850 N/mm2 وقابلية اعلى للطرق بمقارنته بالفولاذ المعتاد . وتبقى تلك الصفات الميكانيكية الجيدة للباينيت أيضا في درجات الحرارة المنخفضة. علاوة على ذلك فإن حد مقاومته الانكسار وصلادته أغلى عن الفولاذ العادي . كما تتحسن صفاته الميكانيكية بالنسبة لاستخدامه على المدى الطويل.